# Ветерок (лодочный мотор)
«Ветеро́к» — марка лодочных подвесных моторов, выпускавшихся в СССР и позже в России Ульяновским моторным заводом с 1964 года по август 2008 года.
Серийно выпускались три модели лодочных моторов «Ветерок» мощностью 8, 9,9 и 12 лошадиных сил, которые получили соответствующие торговые названия «Ветерок-8», «Ветерок-9,9» и «Ветерок-12». Модель «Ветерок-9,9», представляющая собой дефорсированный до 9,9 л. с. вариант модели «Ветерок-12», серийно выпускалась с 2006 года. Мелкой серией была выпущена 15-сильная модель «Ветерок-15» и 20 сильный «ветерок-20», а также 8- и 12-сильные модели с удлинённым дейдвудом и усиленным редуктором для тяжёлых лодок и яхт. Штучно выпускались гоночные моторы «Ветерок-34», «Ветерок-42», «Ветерок-75», «Ветерок-100» для спортивных лодок и скутеров. Был создан также опытный образец мотора «Ветерок-18» с четырёхтактным двигателем. В июле 1982 года был создан опытный образец мотонасосного агрегата «Свияга», на базе лодочного мотора «Ветерок-8Э» и началась подготовка к её массовому производству. С 2009 года на заводе УМЗ началось производство лодочного мотора «Волгарь-15», который ничем не отличался от своих советских предшественников.

## Назначение
Лодочные моторы «Ветерок» предназначены для использования на водоизмещающих и глиссирующих лодках с высотой транца до 380 мм хозяйственного, туристического и спортивного назначения. Моторы могут применяться в качестве вспомогательного или резервного двигателя для яхт и катеров. Допускается эксплуатация мотора в солёной морской воде. Моторы «Ветерок» с удлинённым дейдвудом предназначены для установки на лодки с высотой транца до 510 мм.

## Конструкция
Лодочные моторы «Ветерок» построены по классической схеме с вертикальным расположением узлов. Каких-либо оригинальных технических новинок моторы «Ветерок» не содержат — все решения, которые применены на моторах «Ветерок» к моменту начала их проектирования уже были отработаны на советских и зарубежных моторах.

### Двигатель
Двигатель — двухтактный двигатель двухцилиндровый с дефлекторной продувкой и всасыванием свежей смеси через автоматические лепестковые клапаны.
Рабочий объём двигателя мотора «Ветерок-8» составляет 173 см³, а для мотора «Ветерок-12» — 248 см³. Степень сжатия для двигателей моторов «Ветерок-8», «Ветерок-8Э», «Ветерок-12», «Ветерок-12Э» составляет 6, а для моторов «Ветерок-8М» — 7.
Остов двигателя состоит из картера туннельного типа (не имеющего разъёма в плоскости оси вращения), крышки картера и блока цилиндров, соединённых винтами. Указанные детали обрабатываются на заводе совместно и могут заменяться только в комплекте. В отливке картера и блока цилиндров выполнены каналы для циркуляции охлаждающей воды.
Цилиндры имеют чугунные гильзы. Продувочные каналы выполнены в отливке картера и блока цилиндров. Продувочные и выхлопные окна круглой формы. В месте расположения продувочных окон блок цилиндров имеет полость, закрываемую съёмной крышкой (у модели «Ветерок-12» таких крышек две).
К передней части картера крепится перегородка, на которую установлены автоматические впускные клапаны и впускной коллектор.
Выхлопные окна выходят в коллектор, выполненный в виде прилива к блоку цилиндров, закрываемый крышкой. Коллектор охлаждается водой.
Блок цилиндров закрывается головкой цилиндров, закрепляемой к блоку на 10 шпильках. В головке цилиндров выполнены углубления, образующие (вместе со стенками цилиндров) камеры сгорания. Газовый промежуток в соединении блока и головки цилиндров уплотняется с помощью металлоасбестовой прокладки. В отливке головки цилиндров выполнены каналы для циркуляции охлаждающей воды.
Коленчатый вал стальной, цельный, имеет три коренных опоры: верхнюю, включающую в себя шариковый подшипник и игольчатый подшипник, установленные к крышке картера, среднюю — игольчатый подшипник в специальной обойме, имеющей лабиринтное уплотнение и нижнюю — шариковый подшипник, установленный в корпусе картера. Обойма средней опоры коленчатого вала вынимается из картера вместе с коленчатым валом, после чего разбирается (разъём в плоскости оси вращения) и снимается с вала. Верхний хвостовик коленчатого вала имеет конус для посадки маховика. Нижний хвостовик коленчатого вала имеет внутренние шлицы для соединения с вертикальным валом силовой передачи.
Шатуны имеют разъёмную нижнюю (соединяемую с коленчатым валом) головку и неразъёмную верхнюю. Подшипник нижней головки шатуна — игольчатый, без сепаратора. Подшипник верхней головки шатуна: до 1988 года — бронзово-графитовая втулка, с 1988 игольчатый подшипник с сепаратором.
Поршни имеют по три компрессионных кольца. Особенностью моторов «Ветерок» является то, что замки компрессионных колец находятся на одной линии, что несколько увеличивает прорыв газов в картер. Головка поршня имеет специальный прилив-дефлектор, направляющий поток продувочной смеси к камере сгорания (дефлекторная продувка).
Поршневой палец плавающий, то есть имеющий скользящую посадку как в сопряжении с шатуном, так и в сопряжении с поршнем. От осевого перемещения палец фиксируется стопорными кольцами.
Топливо — бензин с растворённым в нём маслом.

### Система зажигания
Зажигание рабочей смеси осуществляется от маховичного магнето (то есть маховик, оборудованный магнитами, является составной частью магнето) с контактным прерывателем на ранних моделях и с тиристорным бесконтактным коммутатором на более поздних моделях: «Ветерок-8Э», «Ветерок-8М», «Ветерок-12Э». На моделях с тиристорным коммутатором в магнето имеется катушка для питания электроэнергией ходовых огней лодки.
Основание магнето выполнено поворотным. Это позволяет изменять угол опережения зажигания в процессе работы мотора. Изменение угла опережения зажигания осуществляется водителем лодки посредством румпеля или дистанционного управления. Управление углом опережения зажигания и дроссельной заслонкой карбюратора сблокированы.

### Система охлаждения
Охлаждение двигателя — принудительное, забортной водой. Для этого в конструкции мотора предусмотрен объëмный насос-дозатор (помпа) импеллерного типа с эластичным резиновым импеллером.

### Выпуск отработавших газов
Выпуск отработавших газов осуществляется через дейдвудную трубу в воду, в зону разрежения, создаваемую набегающим потоком. На выходе из двигателя выхлопные газы смешиваются с охлаждающей водой (система «мокрого выхлопа»), что предотвращает перегрев дейдвудной трубы.

### Запуск двигателя
Запуск двигателя ручным стартёром с вытяжным самоубирающимся шнуром. Пусковой механизм расположен в поддоне мотора. В случае поломки пускового механизма двигатель может быть запущен с помощью шнура, наматываемого на маховик.

### Промежуточный корпус и подвеска
Дейдвудная труба мотора (промежуточный корпус) связывает двигатель и редуктор. С помощью подвески с упругими элементами и струбциной мотор закрепляется на транце лодки. В дейдвудной трубе проходит вертикальный вал силовой передачи, трубка подачи охлаждающей воды и тяга управления муфтой сцепления.
Подвеска моторов «Ветерок» поворотно-откидного типа, то есть обеспечивает возможность поворота мотора вокруг вертикальной оси (при управлении курсом лодки) и вокруг горизонтальной оси при ударе подводной части мотора о препятствие или для извлечения подводной части мотора из воды на стоянке. В откинутом положении мотор фиксируется автоматическим замком. Для опускания подводной части мотора в воду необходимо вручную открыть замок.

### Подводная часть
Подводная часть состоит из проставки (в которой находятся насос подачи охлаждающей воды в двигатель и муфта сцепления), редуктора и гребного винта.
Муфта сцепления кулачковая с ручным управлением. Соединяет вертикальный вал силовой передачи и вертикальный вал редуктора. Наличие муфты сцепления позволяет разобщать двигатель и редуктор при пуске.
Редуктор моторов «Ветерок» конический одноступенчатый, не имеющий реверса. Ведущий вал-шестерня установлен вертикально на двух шариковых подшипниках. Ведомый горизонтальный (гребной) вал установлен на шариковых подшипниках в специальном стакане. Смазка редуктора осуществляется трансмиссионным маслом, заливаемым в его полость.
Гребной винт левого вращения фиксированного шага, на ранних моделях двухлопастной, с 70-х годов — трёхлопастной. В ступице гребного винта установлен резиновый демпфер. Передача вращения от выходного вала редуктора к винту — через срезной штифт, который является самым слабым звеном в силовой передаче от двигателя к редуктору. При ударе винта о подводное препятствие штифт переламывается (срезается) и предохраняет детали мотора от поломки. Для продолжения движения срезанный штифт необходимо заменить.

### Управление
Управление курсом лодки осуществляется за счёт поворота мотора вокруг вертикальной оси с помощью румпеля.
Управление скоростью лодки осуществляется за счёт изменения режима работы двигателя, для чего на конце румпеля имеется рукоятка, связанная механической передачей с узлом изменения угла опережения зажигания и дроссельной заслонкой карбюратора.
Управление муфтой сцепления осуществляется рычагом, расположенным справа (по ходу лодки) на промежуточном корпусе.
Моторы, выпускаемые с середины 1970-х годов допускают использование дистанционного управления тросового типа.

### Внешнее оформление
Двигатель закрывается кожухом. На ранних моделях кожух делался из металла, а на более поздних — из армированного пластика.

## История создания
В конце 1950-х — начале 1960-х годов в СССР серийно выпускались четыре типа лодочных моторов ЛМ-1, ЛМ-6, «Стрела» и «Москва». Первые три мотора были построены по схеме, применяемой за рубежом в 1930-х годах и к рассматриваемому моменту времени считались устаревшими. Мотор «Москва», наоборот, на тот момент представлял собой современную конструкцию (в качестве прототипа для мотора «Москва» был выбран мотор «Scott AtWater», выпускаемый в США с 1950 года). В эти годы Ульяновский моторный завод осуществлял выпуск мотора «Стрела», которому уже требовалась замена на более новую модель. В связи с этим на заводе было принято решение разработать для серийного производства новую модель мотора с таким же как у «Стрелы» рабочим объёмом двигателя (173 см³), но устранив ряд её недостатков. Ведущим конструктором мотора был назначен Ефим Иосифович Фишбейн, уже имевший опыт проектирования лодочных моторов.
За прототип нового мотора был выбран мотор «Москва», который серийно выпускался с 1955 года на Московском машиностроительном заводе «Красный октябрь» и уже успел себя хорошо зарекомендовать. Унификация по отдельным элементам с серийно выпускаемыми мотором также способствовала более скорому освоению серийного выпуска новой модели. От мотора «Москва» была унаследована конструкция цилиндро-поршневой группы (с учётом изменения диаметра цилиндра и хода поршня), магнето, детали подвески, детали водяной помпы, топливный насос.
В то же время конструктивное исполнение ряда узлов существенно отличалось от мотора «Москва»:
- картер моторов «Ветерок» туннельного типа (то есть не имеет разъёма в плоскости оси вращения коленчатого вала, как это сделано у мотора «Москва»);
- в качестве средней опоры коленчатого вала используется игольчатый подшипник (у мотора «Москва» — бронзово-графитовая втулка). Оба этих решения позволили повысить жёсткость картера и точность установки коленчатого вала в нём, что благоприятно отразилось на ресурсе кривошипно-шатунного механизма, а также позволило снизить уровень механического шума, производимого мотором.
- в редукторе применены только подшипники качения (3 шариковых и 1 роликовый), что позволило упростить процесс разборки и сборки редуктора, повысить его надежность (у мотора «Москва» на вертикальном валу — подшипники скольжения).
- в маховике имеется три магнита, что позволило повысить энергию искры в системе зажигания и обеспечить более лёгкий запуск мотора;
- пусковой механизм был размещён в поддоне мотора, что позволило уменьшить откидывание при пуске.

Однако ряд удачных конструктивных решений, применённых в моторе «Москва» не был перенесён на мотор «Ветерок» в силу требований снижения его стоимости:
- карбюратор К-33 мотора «Ветерок» имел более простую конструкцию, но уступал карбюратору мотора «Москва» по качеству смесеобразования, кроме того, при откидывании мотора из карбюратора выливалось топливо (в моторе «Москва» этот дефект отсутствовал);
- редуктор мотора «Ветерок» не был оснащён передачей заднего хода.
- применение картера туннельного типа хотя и способствовало повышению жесткости конструкции, но существенно усложняло разборку и сборку двигателя.

В 1964 году мотор «Ветерок-8» мощностью 8 л. с. был подготовлен к серийному производству, а в 1965 году началось его серийное производство.
В 1966 году к серийному производству был подготовлен мотор «Ветерок-12», мощностью 12 л. с., а в 1967 году началось его серийное производство. Увеличение мощность было достигнуто за счёт увеличения диаметра цилиндров с 50 мм до 60 мм (рабочий объём 248 см³). Моторы были максимально унифицированными: «Ветерок-12» содержал всего 24 оригинальные детали. В дальнейшем оказалось целесообразно выполнить обратную унификацию. В итоге мотор «Ветерок-8» получил от мотора «Ветерок-12» усиленные зубчатые колёса редуктора, поддон и кожух.
В 1978 году моторы «Ветерок-8» и «Ветерок-12» (впервые в СССР) были оснащены электронным бесконтактным магнето, снабжённым генераторной катушкой, обеспечивающей работу сигнальных огней лодки, суммарной мощностью до 30 Вт. Моторы получили обозначение «Ветерок-8Э» и «Ветерок-12Э»
В 1984 году мотор «Ветерок-12Э» был снят с производства. Причиной снятия с производства мотора послужила кампания по ограничению эксплуатации маломерного флота, проводимая в СССР с 1981 года.
В 1987—1988 году была проведена модернизация мотора «Ветерок-8Э» в результате которой были усовершенствованы следующие узлы:
- верхняя головка шатуна — бронзово-графитовая втулка заменена на игольчатый подшипник;
- магнето — повышена надёжность за счёт улучшения охлаждения тиристоров;
- ступица гребного винта — увеличена надёжность соединения резинового демпфера с гребным винтом за счёт применения шлицев;
- изменена форма антикавитационной плиты;
- в пусковом механизме исключена возможность образования наклёпа в соединении шестерня — вал;
- увеличена степень сжатия;
- изменена конструкция румпеля;
- изменена форма топливного бака.

Кроме того, мотор «Ветерок-8М» стал комплектоваться двумя гребными винтами: скоростным и грузовым, что позволило оптимально использовать мощность двигателя как на лёгких быстроходных лодках, так и на тяжёлых, водоизмещающих.
В 1993 году был возобновлён выпуск мотора «Ветерок-12М», который претерпел все те модернизации, что и модель «Ветерок-8М». Кроме того, была выполнена разработка реверсивного редуктора и выпущена опытная партия моторов «Ветерок-12Р» имеющих как передний так и задний ход.
В конце 1990-х и начале 2000-х годов выпуск лодочных моторов «Ветерок» был нерегулярным, что было связано с тяжёлым финансовым положением завода и сменой его собственников, а также с малым спросом на лодки и моторы в России в результате дефолта 1998 года. Тем не менее группой энтузиастов из заводского конструкторского бюро под руководством Е. И. Фишбейна были спроектированы и изготовлены опытные образцы моторов мощностью 20 л. с. имеющие массу 42 кг и удельный расход топлива 300 г/л. с.·ч.
В 2001 году завод произвёл замену оборудования в цехе лодочных моторов и приступил к разработке новых моделей моторов «Ветерок» совместно с дочерней структурой — «КБ лодочных моторов Волгарь» (г. Ульяновск).
В середине 2000-х годов завод пытается наладить сотрудничество с фирмами «Mercury Marine» и «Outboard Motors Corp.»(США) по лицензионному выпуску импортных моторов в России и по возможным поставкам моторов «Ветерок» за рубеж под маркой «Mercury». Специально для фирмы «Mercury Marine» была выпущена небольшая партия моторов под маркой «Wind».
В 2005 году после смерти Е. И. Фишбейна работы над новыми подвесными моторами на заводе фактически прекратилось.
В 2006 году освоено серийное производство мотора «Ветерок-9,9», мощностью 9,9 л. с.
В 2007 году выпущена установочная партия моторов «Ветерок-15 Волгарь» (разработанных в КБ лодочных моторов «Волгарь») в количестве 100 шт.
В 11 августа 2008 года ОАО «УМЗ» объявило о прекращении серийного производства моторов «Ветерок».
В 2011 года был представлен проект «Волгарь-20», производителем является «КЭБ ЛМ Волгарь».
В 2012 году в связи с указом «Об отмене регистрации маломерного судна и ПЛМ до 10 л. с.» была выпущена экспериментальная партия лодочного мотора «Волгарь-10».

## Потребительские характеристики
Насос для перекачки воды «Свияга-М», разработан на основе двигателя от «Ветерка-8»
Подвесные лодочные моторы «Ветерок» по своим потребительским характеристикам в 1960—1970-х годах практически не уступали лучшим зарубежным моторам аналогичной мощности. От других советских подвесных лодочных моторов «Ветерки» отличались низким уровнем шума, лучшей надёжностью и долговечностью, лёгким и стабильным запуском. Удельный расход топлива у моторов «Ветерок» составлял около 400 г/л. с.·ч (у зарубежных моторов аналогичной мощности — 360—390 г./л. с.·ч). Однако зарубежные моторы тогда уже были рассчитаны на высокооктановые бензины и имели повышенную степень сжатия, а «Ветерок» — на бензин с октановым числом 72.
Как и другие подвесные моторы производства СССР «Ветерок» имел ряд конструктивных недоработок, усложнявших его эксплуатации или приводивших к нештатным ситуациям. В то же время их число (в сравнении с другими моторами, а особенно моторами «Вихрь») было невелико и завод в ходе модернизаций их устранял. Наиболее заметные из них:
- неудачная конструкция сопряжения шестерни пускового механизма с её валом, приводящая к заклиниванию шестерни и отказу пускового механизма (устранена на модели «Ветерок-8М»);
- алюминиевый корпус помпы в зоне контакта с резиновой крыльчаткой быстро изнашивался, что приводило к отказу системы охлаждения. Владельцы моторов часто устраняли этот дефект самостоятельно, запрессовывая в корпус помпы втулку из нержавеющей стали. Впоследствии такую модернизацию выполнил завод;
- неудачная конструкция узла впускных лепестковых клапанов на первых моделях мотора, приводящая к их быстрому разрушению. В 1975 году конструкция узла изменена и его надёжность существенно повышена;
- неудачно выбранный профиль кулачка механизма, связывающего изменение угла опережения зажигания и положение дроссельной заслонки карбюратора, что в некоторых экземплярах моторов приводило к остановке двигателя в момент включения муфты сцепления из-за недостаточной подачи топливной смеси. Владельцы моторов устраняли дефект подгибанием кулачка и взаимодействующего с ним рычага. На моторах с карбюратором К-49 дефект устранён;
- угол опережения зажигания верхнего и нижнего цилиндров на ряде моторов мог отличаться на величину свыше 10°, что приводило к несогласованной работе цилиндров, снижению мощности мотора, его перегреву. Причина обусловлена нестабильными характеристиками тиристоров КУ-202, выпускаемых в 1970-х годах. Владельцы моторов устраняли дефект заменой тиристоров и их подбором. В 80-х годах, стабильность параметров тиристоров была улучшена и дефект проявляться перестал. В настоящее время в системе зажигания применяются тиристоры импортного производства с высокой стабильностью параметров;
- на моторе «Ветерок-12» надёжность бронзово-графитовой втулки верхней головки шатуна была недостаточной. Дефект устранён изменением конструкции узла.

Моторы «Ветерок» получили широкое распространение в СССР, России и за рубежом. Причём за рубеж моторы попадали как через официальный экспорт, так и неофициально (вывозились моряками и иностранными студентами).
Популярность моторов «Ветерок» определили следующие качества:
- высокая надёжность и долговечность (модель «Ветерок-8М» превосходит по этому показателю все отечественные подвесные моторы и не уступает зарубежным);
- хорошая ремонтопригодность, возможность ремонта вне специально оснащённых мастерских;
- возможность эксплуатации на бензинах с низким октановым числом и на недорогих маслах;
- небольшой вес — 24 кг (для сравнения 8-сильная модель мотора Tohatsu (модельный ряд 2000-х годов) весит 26 кг, а Yamaha 8CMHS — 27 кг);
- небольшой расход топлива (для 8-сильных моделей — 3,2 кг/ч);
- высокий КПД гребного винта, малое лобовое сопротивление подводной части;
- лёгкий запуск;
- хороший внешний облик, высокое качество окраски;
- невысокая цена самого мотора (примерно вдвое меньше зарубежных моторов аналогичной мощности) и запчастей к нему;
- возможность замены винта с тягового на скоростной и обратно в походных условиях;
- возможности тягового винта позволяют использовать мотор для буксировки достаточно больших судов небольшими лодками (превышающими вес буксира в десятки раз) на небольшой скорости, в аналогичной ситуации более скоростные моторы иностранного производства не могут реализовать своей мощности;

К недостаткам моторов «Ветерок» следует отнести:
- применение в двигателе устаревшей дефлекторной продувки, что не позволяет форсировать двигатели и снизить расход топлива (следует отметить, что на моторах малой мощности аналогичные решения до 1990-х годов применялись и зарубежными производителями, в частности «Yamaha» (Япония), «OMC», «Johnson» (США), а «Selva» применяет дефлекторную продувку до сих пор)[8].
- отсутствие заднего хода в большинстве моделей (в новых моделях «Ветерок-12РУ» применён редуктор с реверсом);
- отсутствие кнопки аварийного выключения зажигания (в новой модели «Ветерок-9,9» кнопка имеется);
- отсутствие системы улавливания топлива, проливающегося из карбюратора (в новой модели карбюратора К-495 недостаток устранён);
- отсутствие термостата в системе охлаждения, что не позволяет поддерживать оптимальный тепловой режим двигателя;
- нестандартное крепление гребного винта и как следствие — невозможность использования винтов, выпускаемых зарубежными производителями;
- применение винта левого вращения, что также ограничивает возможности подбора альтернативных винтов;
- присоединительные элементы, обеспечивающие подключение дистанционного управления, соответствуют не выпускаемому в настоящее время комплекту управления мотором «Москва» и не совместимы с современными системами дистанционного управления.
- остов двигателя имеет 9 стыков, уплотняемых прокладками, что усложняет процесс разборки и сборки двигателя при ремонте.

Из-за перечисленных недостатков «Ветерок» получил шутливое прозвище «Сквозняк».

## Сравнение с зарубежными аналогами

### 2000-е годы
В связи с тем, что с 1970-х годов зарубежные производители лодочных моторов стали указывать мощность не на коленчатом валу, а на гребном, наиболее уместным будет сравнение с зарубежными аналогами мотора «Ветерок-9,9» для которого применена такая же система обозначений (у моторов «Ветерок-8» и «Ветерок-12» мощность указана на коленчатом валу).
| Параметр                                             | «Ветерок-9,9» (Россия) | Yamaha 9,9F (Япония) | Tohatsu M9,8B (Япония) | Selva NAXOS 9,9 - S175 (Италия) | Johnson J10R (Канада) |
| ---------------------------------------------------- | ---------------------- | -------------------- | ---------------------- | ------------------------------- | --------------------- |
| Рабочий объём, см³                                   | 249                    | 246                  | 169                    | 259                             | 255                   |
| Масса мотора (включая топливный бак без топлива), кг | 27,5                   | 32                   | 28                     | 30                              | 35                    |
| Часовой расход топлива, кг/ч                         | 4,7                    | ?                    | 3,9                    | 2,6                             | ?                     |
| Октановое число применяемого бензина                 | 80                     | 92                   | не ниже 92             | 92                              | не ниже 87            |
| Комплектация электростартером                        | нет                    | опционально          | опционально            | нет                             | опционально           |

## Факт
- Создатель гоночного лодочного мотора «Ветерка-34» — испытатель УМЗ, мастер спорта международного класса Евгений Степанов — установил на нём три мировых рекорда скорости, один из которых не побит до сих пор[15][16].